# جيف والاس
جيف والاس (بالإنجليزية: Jeff Wallace) هو لاعب كرة قاعدة أمريكي، ولد في 12 أبريل 1976 في ويلينغ في الولايات المتحدة.